# La Fileuse (Reims)
 (juillet 2014).
Inaugurée en 2012, La Fileuse, friche artistique de Reims, est un lieu de résidence artistique destiné aux professionnels, implantée dans le quartier Orgeval à Reims, sur le site de l’ancienne usine de tricotage « Timwear ». 
Son nom a été choisi en  hommage à l’histoire du site (bâtiments de l’ancienne Société rémoise de bonneterie puis usine de tricotage Timwear avant une reconversion en centre d’activités au début des années 1990). C’est un lieu de production artistique après un lieu de production textile.

## Situation
Elle se situe rue Lamy à l'angle de la rue Schweitzer dans le quartier Orgeval.

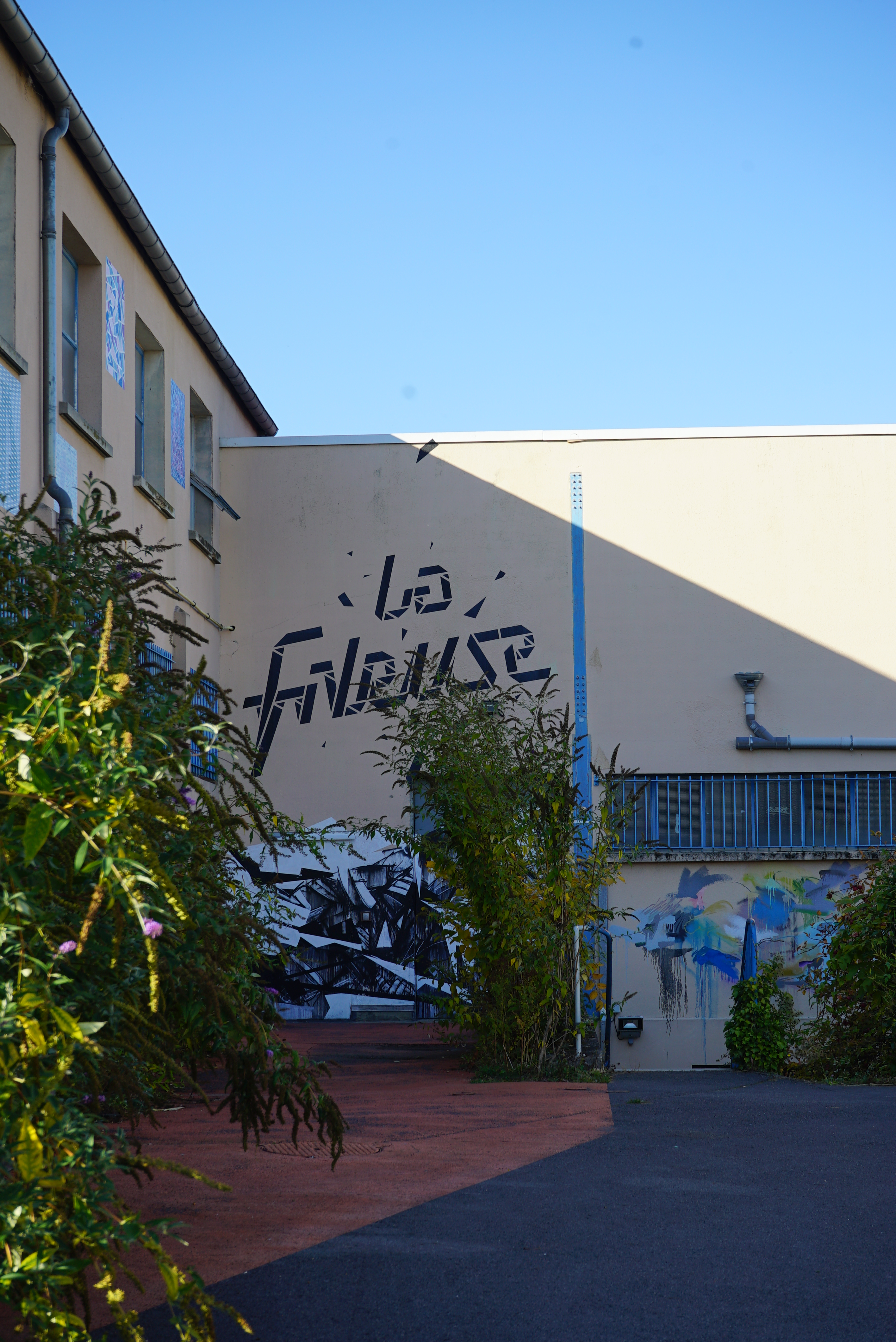
L'entrée sur cour.

## Genèse du projet
Le projet d’implantation d’une friche artistique à Reims a été impulsé en 2008 par la ville de Reims.
À l’origine de ce souhait on trouve :  
- différentes expériences collectives éphémères au tournant des années 2000 de création de friches liées à la musique, la danse, les arts plastiques ou encore le théâtre à Reims ;
- les exemples issus d’autres territoires ;
- la question de la préservation à Reims des bâtiments industriels (au moment où différentes casernes étaient rasées et certains bâtiments industriels détruits)

Depuis son ouverture officielle en novembre 2012, la Fileuse est une structure municipale gérée en régie directe.

## Processus de création du lieu
La mission Friche a débuté en juillet 2009 avec l’embauche d’une chargée de mission, Pauline Quantin, chargée de porter le processus de co-construction d’un lieu de bouillonnement artistique.
- Première étape : un diagnostic sur les attentes et besoins du milieu local.
- Seconde étape : la présentation de ce diagnostic (2010) puis le partage et l’approfondissement du diagnostic à travers des groupes de travail spécifiques incluant les acteurs culturels.
- Troisième étape : la préfiguration et la recherche d’un lieu.
- Quatrième étape : l’entrée et l’adaptation au bâtiment (novembre 2011 à novembre 2012), tester et faire vivre un projet dans un espace préexistant avec d’autres usages. Trois projets tests complémentaires ont pris place dans cette période : Tentative[2] (regroupement pluridisciplinaire d’artistes rémois volontaires pour tester les usages du lieu, installer une première présence artistique et faire remonter des préconisations), la Matériothèque, gérée par l'association Artémie[3](principe de mutualisation de matériaux bruts destinés à être utilisés dans différents processus créatifs), et le projet européen AMPFUL (Art Makes Place For Urban Life).
- Cinquième étape : l’inauguration, le 17 novembre 2012[4].

Après une année test en situation réelle, sorte d’incubation et de tissage de réseaux, l’inauguration était un moment essentiel pour l’affirmation du fonctionnement du lieu auprès de l’ensemble des artistes et acteurs culturels.
Une trentaine d'artistes venus en résidence dans les lieux entre novembre 2011 et novembre 2012 ont ainsi présenté l’état d’avancement de leur travail : parfois abouti depuis plusieurs mois parfois en cours depuis quelques semaines.

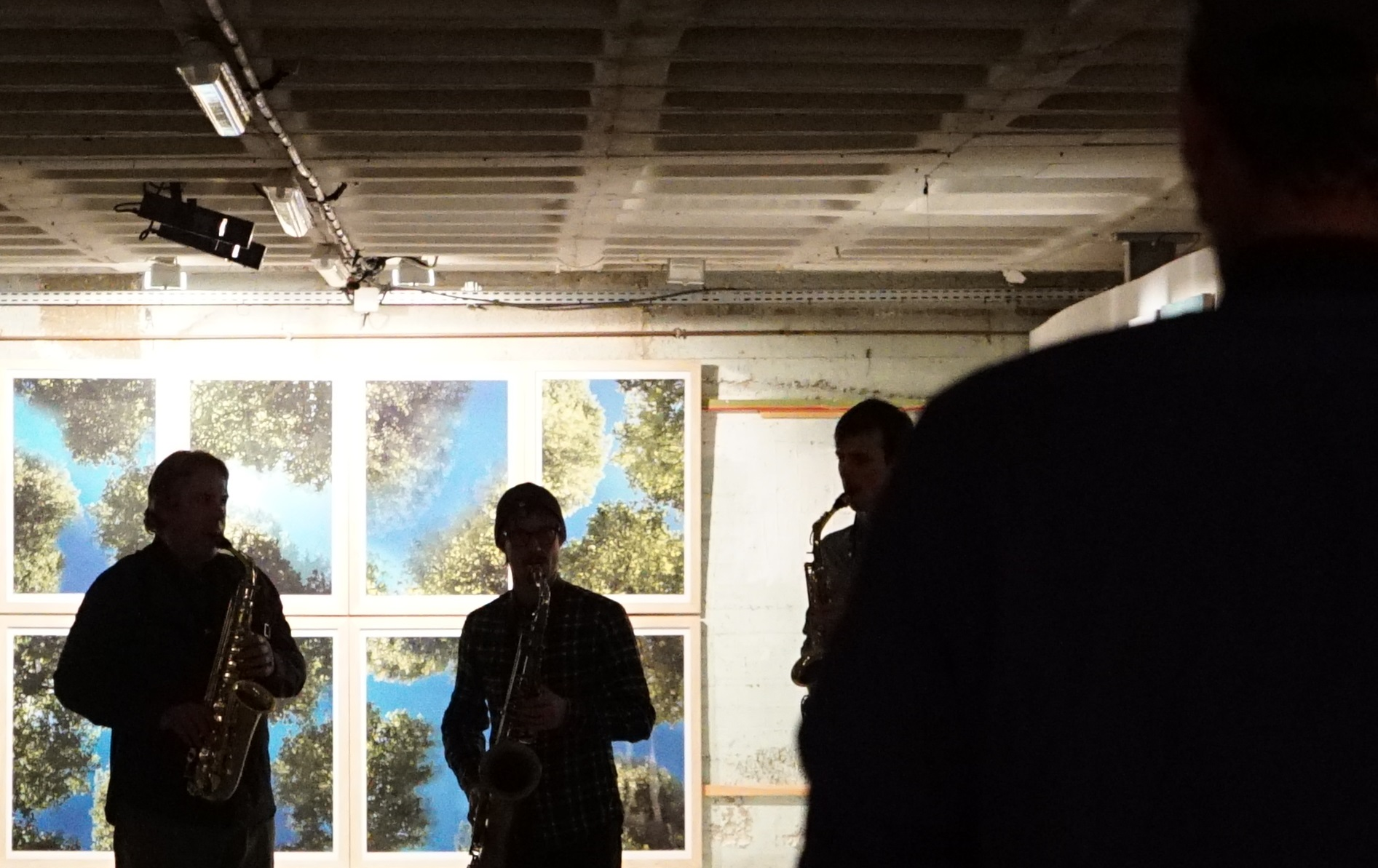
Le Quatuor Machaut au sous-sol de la Fileuse,
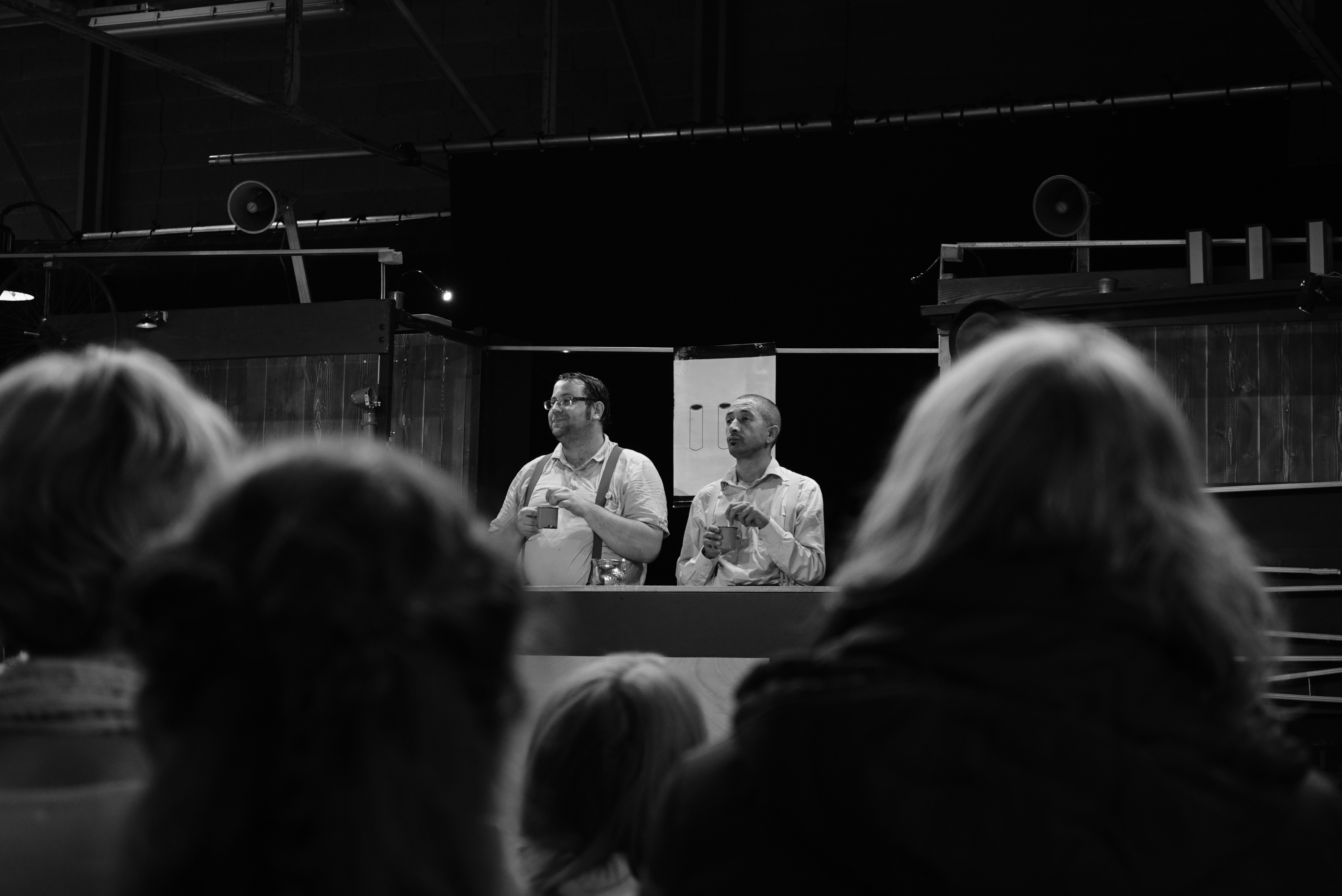
en 2015 ;
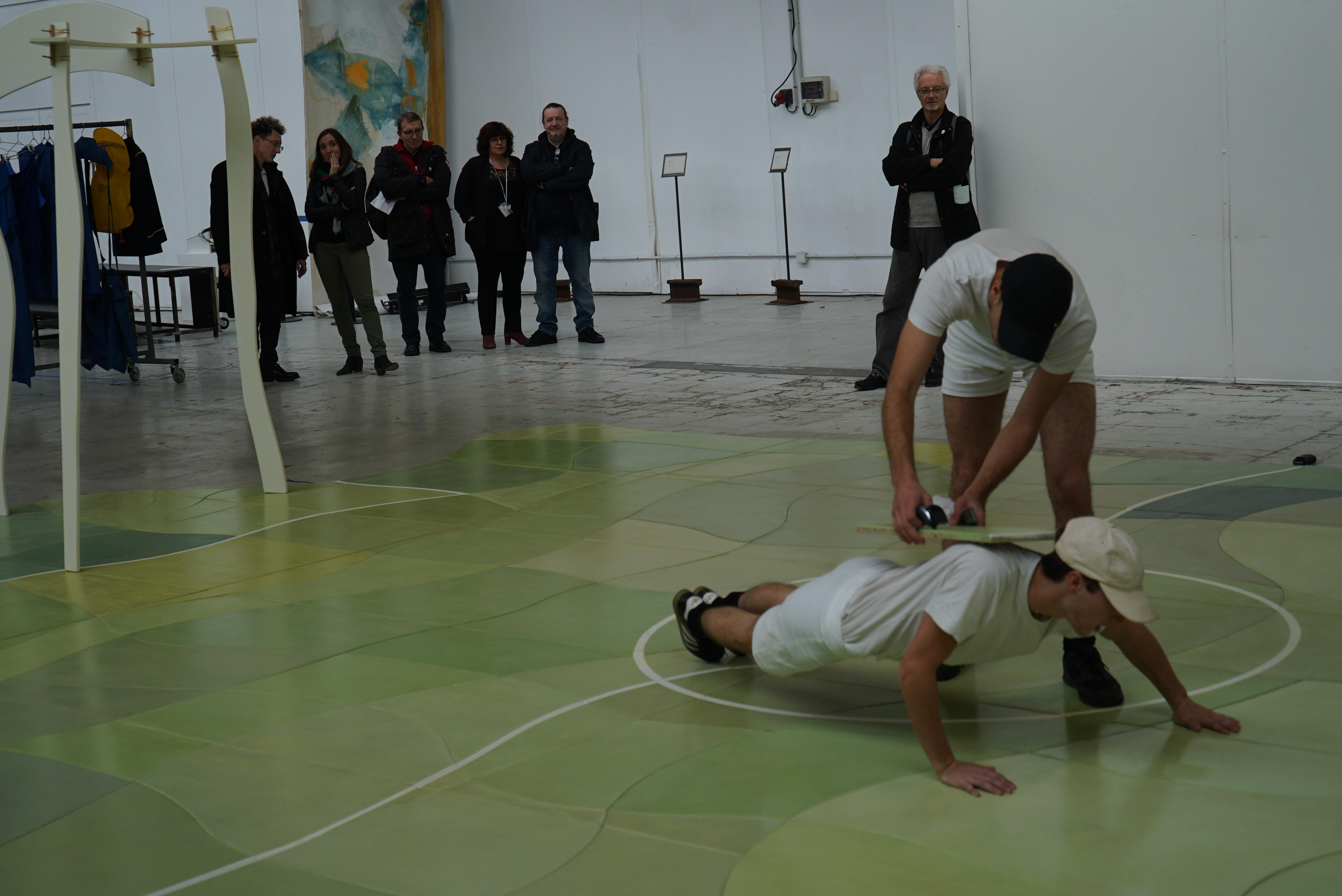
Coupe de rien,
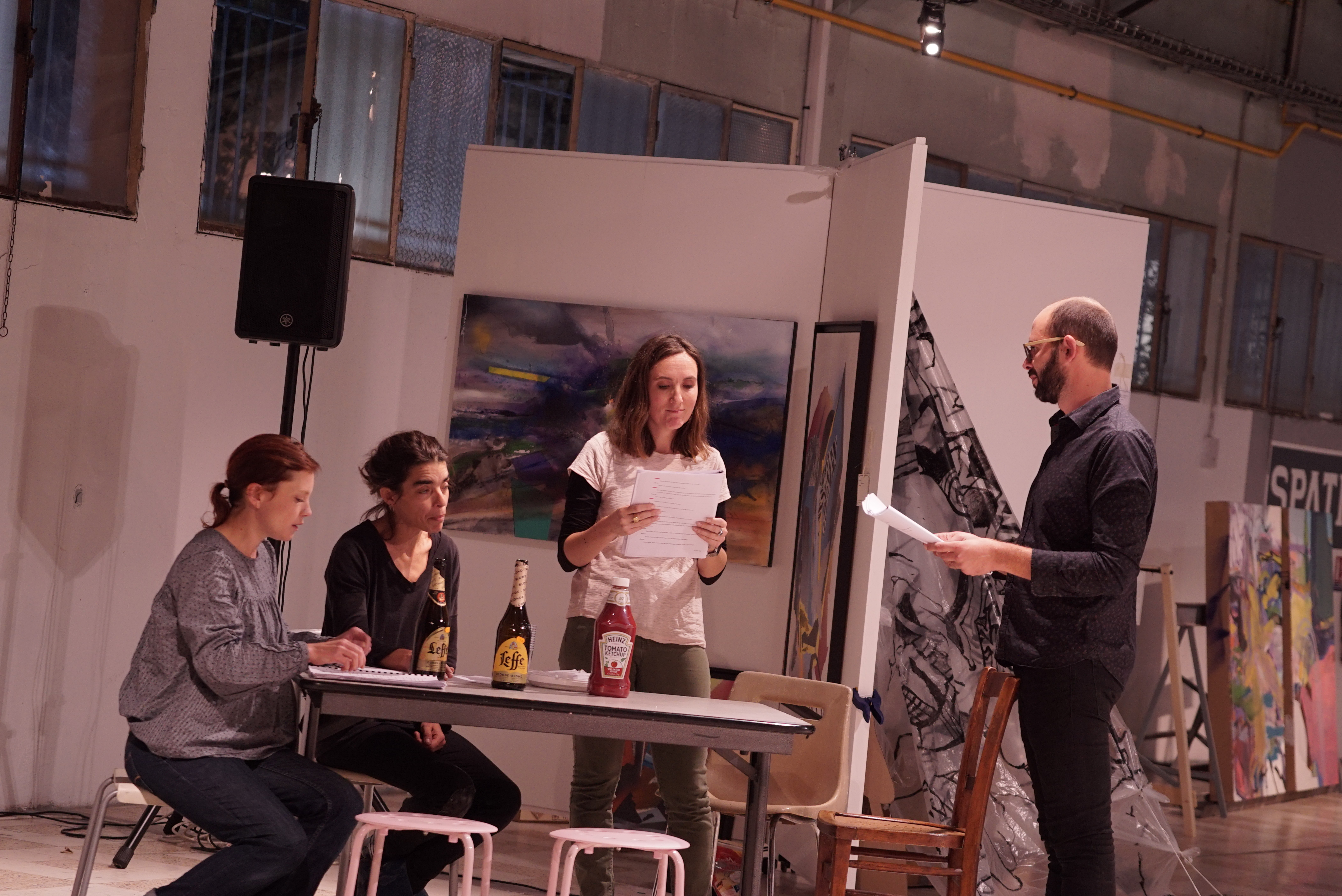
Hurlement 21  en 2019.

## Accompagnement
L’apport de la ville de Reims aux artistes à travers la Fileuse est un apport en nature et en compétences sur des projets de résidence : mise à disposition d’espaces, de fluides, d’Internet et de matériel commun. L’équipe de la Fileuse accompagne les artistes résidents, sur un plan technique, administratif et de développement des réseaux dans la mesure des forces en présence.
Il est important de souligner que le lieu continu à s’améliorer grâce à la poursuite du dialogue avec les acteurs culturels. Et les réseaux, croisements, échanges entre artistes rendus possibles par le projet du lieu sont très porteurs pour les résidents.
Pour remplir ces objectifs, les accueils sont par principe tournants sous forme de résidences artistiques à durée variables, de quelques jours à quelques mois : il s’agit d’offrir un espace-temps à la création. L’exigence artistique est affirmée mais non une identité programmative du lieu, non un choix esthétique spécifique, ce sont les méandres des parcours professionnels et les projets de création qui sont pris en compte.

## Événements
La Fileuse, lieu de travail habituellement fermé au public, est cependant en contact avec des publics à travers différents types d’événements chaque année : ouvertures ponctuels des portes pour des événements originaux ou actions hors les murs afin de favoriser l’implantation dans le quartier Orgeval (quartier ANRU) ou renforcer les partenariats dans une perspective d’irrigation du territoire.

## Filons l’info!
Entre 2012 et 2018, la Fileuse a édité une lettre d'information qui portait la marque d’un artiste résident, constituant au fil du temps une collection. Si aujourd'hui cette aventure est terminée, les numéros sont consultables sur les archives du site internet de la structure.

## Ressources
- Rapport d'étape 2010 à la suite du diagnostic mené pendant six mois par Pauline Quantin, chargée de mission à la Direction de la Culture de la Ville de Reims[8].
- Compte-rendu de la Journée d'étude du 11 février 2011 sur le thème "Friches, artistes et territoires"[8].
- Mémoire de Romain Jeangirard La Friche artistique de Reims ou un laboratoire culturel au service du développement territorial. Note de l'auteur : cet exemplaire a fait l'objet de modifications, intégrant l'errata présenté au jury lors de la soutenance du présent mémoire[8].
- Rendu public, le 19 juin 2001, le rapport intitulé "Friches, laboratoires, fabriques, squats, projets pluridisciplinaires...Une nouvelle époque de l’action culturelle", rédigé par Fabrice Lextrait. volume 1 introduction - volume 1 monographies - volume 1 fiches - volume 2[9]